# Paulius Grybauskas
Paulius Gribaskas (Panevėžys, 2 de junho de 1984) é um futebolista lituano que atua na posição de goleiro.
Já jogou no FK Vilnius, FK Ekranas e FC Oţelul Galaţi e hoje joga no Neftçi Baku PFC